# Плавучий міст через Севастопольську бухту

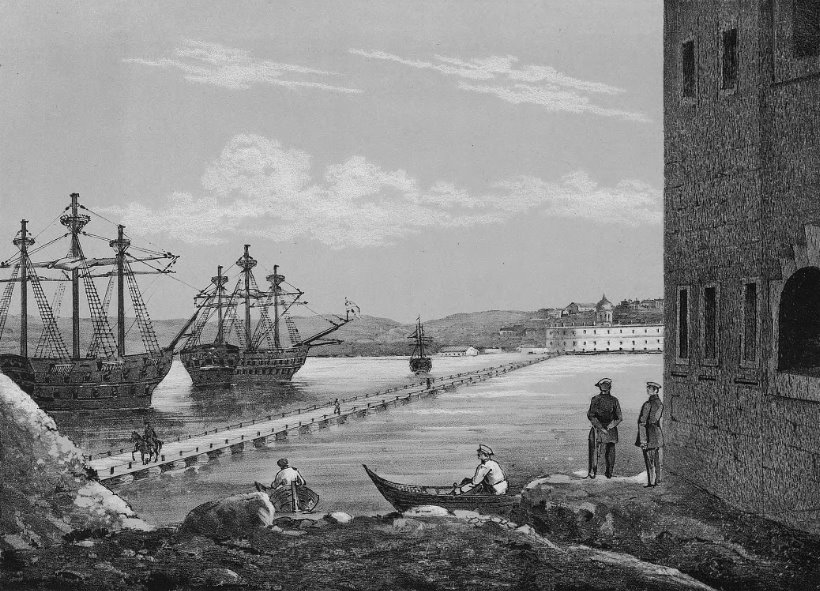
«Міст з Південної сторони на Північну». Малюнок із «Севастопольського альбому» М. Берга. 1858 рік.

Плавучий міст через Севастопольську бухту — міст побудований через Севастопольську бухту в 1855 році в останні місяці оборони Севастополя для сполучення між Північною і Південною сторонами міста. Будували його сто моряків і сто теслярів, яким допомагали ратники 45-ї дружини Курського ополчення і сапери 4-го батальйону з 14 липня по 15 серпня.
Міст за проектом начальника інженерів Кримської армії генерал-лейтенанта О. Ю. Бухмейера навели з 86 плотів, кожен довжиною 13 метрів, шириною проїзної частини більше п'яти метрів. Загальна ширина мосту була 11 метрів, довжина — 960 метрів, на плаву утримувався якорями. 27 серпня (8 вересня) 1855 року захисники Севастополя, основна частина гарнізону, по цьому мосту переправилися на Північну сторону. Останнім по ньому пройшов генерал-майор О. П. Хрущов у супроводі капітана І. Г. Воробйова. На наступний день міст розвели.

## Пам'ять
У 1905 році за проектом архітектора А. М. Вейзена та інженера Н. Ф. Єранцева на краю Миколаївського мису спорудили меморіальне позначення у вигляді архітектурно оформленої кам'яної пристані з сходовим маршем і парапетом на підпірній стіні, облицьованої кримбальским вапняком.